# Claude Marie Louis Loisson de Guinaumont
Claude Marie Louis Loisson de Guinaumont est un homme politique français né le 10 février 1773 à Mairy-sur-Marne (Marne) et décédé le 2 mars 1849 à Châlons-sur-Marne (Marne).
Propriétaire, maire de Mairy-sur-Marne, il est député de la Marne de 1820 à 1827, siégeant au centre et soutenant les gouvernements de la Restauration.

## Sources
- « Claude Marie Louis Loisson de Guinaumont », dans Adolphe Robert et Gaston Cougny, Dictionnaire des parlementaires français, Edgar Bourloton, 1889-1891 [détail de l’édition]